# Ian Cathro
Ian Cathro (Dundee, 11 luglio 1986) è un allenatore di calcio ed ex calciatore scozzese, di ruolo centrocampista, tecnico dell'Estoril Praia.

## Carriera

### Allenatore
Ha iniziato ad allenare in giovane età, dopo essersi ritirato dall’attività agonistica a causa di vari infortuni. Dopo quattro stagioni trascorse nel settore giovanile del Dundee United, nel 2012 si trasferisce al Rio Ave, entrando nello staff tecnico di Nuno Espírito Santo. Segue l’allenatore portoghese anche al Valencia, lasciando il club spagnolo nel 2015 per passare al Newcastle United. Il 5 dicembre 2016 diventa il nuovo tecnico degli Hearts, firmando un triennale con gli scozzesi; viene esonerato il 1º agosto 2017, dopo aver vinto soltanto 8 partite in trenta gare complessive. Il 28 giugno 2018 viene assunto come vice dal Wolverhampton, ritrovando per la terza volta in carriera Nuno Espírito Santo.
Il 30 giugno 2021 segue il tecnico portoghese al Tottenham. Il 1º novembre 2021, quando lo stesso Espírito Santo viene esonerato, lascia il club londinese insieme al resto dello staff.

## Palmarès

### Giocatore

#### Competizioni regionali
- Forfarshire Cup: 1

Brechin City: 2008-2009